# Clasificación de Runyon
La clasificación de Runyon es un método para la ordenación de las micobacterias no tuberculosas creado en 1959 por Ernest H. Runyon. Consiste en cuatro grupos, los tres primeros contienen las micobacterias de crecimiento lento y el cuarto, las de crecimiento rápido (se cultivan en menos de siete días). El grupo I consiste en micobacterias que producen pigmento amarillo al exponerse a la luz (fotocromógenas) y las del grupo II fabrican pigmento independientemente de la luz (escotocromógenas), mientras que las de los grupos restantes nunca lo producen.
Los análisis genéticos del ARN ribosomal 16S han demostrado que existe correlación entre esta clasificación y las relaciones filogenéticas entre las especies, aunque el uso de métodos de identificación moleculares y bioquímicos más modernos ha hecho que la clasificación de Runyon haya visto reducido su uso y se hayan detectado limitaciones.

## Ejemplos
- Crecimiento lento
  - Grupo I (fotocromógenas): Mycobacterium kansasii [3]
  - Grupo II (escotocromógenas): Mycobacterium gordonae [3]
  - Grupo III (no cromógenas): Mycobacterium avium, Mycobacterium intracellulare [3]
- Crecimiento rápido
  - Grupo IV: Mycobacterium fortuitum, Mycobacterium abscessus [3]